# 33 a.C.
33 a.C. foi um ano comum do século I a.C. que durou 365 dias. De acordo com o Calendário Juliano, o ano teve início e terminou a um sábado. a sua letra dominical foi B.
| Ano completo                   |
| ------------------------------ |
| Ano comum com início ao sábado |

## Eventos
- Caio César Otávio, pela segunda vez, e Lúcio Volcácio Tulo, cônsules romanos.[1]